# レンティスファエラ門
レンティスファエラ門（ラテン語:Lentisphaerae）はグラム陰性の細菌の門である。2綱3目に分けられているが、これまでに記載されている種は3属4種のみと少ない。16S rRNA系統解析により設定された門であり、共通する性質は乏しい。分離源は糞便、海洋、廃水処理装置など多岐に及ぶ。クロロビウム門、ウェルコミクロビウム門に近縁と考えられている。

## 分類
- レンティスファエラ綱/Lentisphaeria
  - レンティスファエラ目/Lentisphaerales 
    - レンティスファエラ科/Lentisphaeraceae 
      - レンティスファエラ属/Lentisphaera
        - L. araneosa - L. marina

  - ウィクティウァルリス目/Victivallales
    - ウィクティウァルリス科/Victivallaceae 
      - ウィクティウァルリス属/Victivallis
        - V. vadensis
- オリゴスファエラ綱/Oligosphaeria
  - オリゴスファエラ目/Oligosphaerales 
    - オリゴスファエラ科/Oligosphaeraceae 
      - オリゴスファエラ属/Oligosphaera
        - O. ethanolica